# 코마츠 미호
코마츠 미호(일본어: 小松 未歩 고마쓰 미호[*], 본명 비공개·생년 비공개, 3월 30일 생)는 일본의 여성 싱어송라이터·작곡가·에세이스트. 일본 고베시 출신·거주. GIZA studio·Ading 소속. 혈액형 A형.

## 개요

### 인물
취미는 사진촬영·여행·가라오케 등. 사진은 공식사이트 나 에세이집, CD의 소책자 등에서 공개되고 있다.
고베시 출신으로, 데뷔로부터 현재에 이르기까지 고베시에 거주하면서 활동을 계속하고 있다. 1995년에는 한신 아와지 대지진을 경험했다. 유년기에는 도쿄도에 살았다.

### 음악활동
대표곡은 오리콘 톱10 안에 들었던「수수께끼 (謎)」,「소원 하나만 (願い事ひとつだけ)」,「찬스 (チャンス)」,「얼음 위에 서듯이 (氷の上に立つように)」,「당신이 있기에 (あなたがいるから)」등이 있다.
GIZA studio 소속 아티스트 중에서는, 데뷔한 당시의 ZAIN RECORDS 시기와 Amemura O-town Record 시기를 포함하면 재적력이 가장 길다.
데뷔 이후는 '라이브 등을 일절 하지 않고 텔레비전·라디오의 프로그램 출연도 전혀 하지 않는다'고 하는, 일찍이 빙 그룹이 종종 취하던 전략을 답습하고 있다.
자신의 음반의 모든 곡을 스스로 작사·작곡하고 있으며, 딘, WANDS, 이와타 사유리나 아이우치 리나, 사에구사 유카 IN db 등 같은 빙 그룹 소속의 가수에게 악곡제공도 하고 있다. 자신의 곡, 제공한 곡 모두 애니메이션이나 게임과 제휴한 것이 많다.
앨범 제목에는 자신의 이름을 붙이는 것이 항례가 되고 있다(단, 첫 번째 앨범『謎』와 발라드 셀렉션 앨범『lyrics』는 예외).

### 저서활동
음악 이외의 활동으로서는, 월간 음악 잡지『J-GROOVE MAGAZINE』(제이 락 매거진사, 현재 휴간)의 2001년 7월호로부터 최종호의 2006년 5월호까지 에세이「코마츠 미호의 이상한 잣대」를 연재하고 단행본『이상한 잣대。(ヘンな物さし。)』,『이상한 잣대 2。(ヘンな物さし 2。)』를 간행하는 등 에세이스트로서의 활동도 하고 있다. 그 밖에 공식사이트를 통해 웹 일기와 포토앨범을 공개하고 있다.

### 현황
공식발표되어 있지 않기는 하지만, 현재 음악 작품의 릴리스나 웹 일기 갱신 등이 이루어지지 않고 있어, 지금은 사실상의 활동중단 상태라 할 수 있다.

## 이력
- 3살 무렵 오빠의 영향으로 엘렉톤(Electone)을 시작한다(『코마츠 미호 2nd ~미래~ (小松未歩 2nd 〜未来〜)』의 잡지 인터뷰 등에서, "음악은 오빠로부터의 영향이 컸다"라고 말하고 있다).
- 중학시절부터, 전통음악·서양음악을 묻지 않고 흥미를 가져, 오리지널의 작사·작곡을 시작한다. 이 무렵 처음으로 결성한 밴드에 키보드로 참가한다.
- 고교시절부터, 밴드의 보컬로서 케이한신의 라이브 하우스에 출연하게 되어, 악곡 제작과 병행해 라이브를 계속해 가게 된다. 그 후 지인을 통해 오리지널곡의 데모 테이프가 음악 관계자의 손에 건네지고, 이것이 메이저 데뷔의 직접적 계기가 된다.
- 1997년
  - 4월 23일, 처음으로 악곡 제공을 한 FIELD OF VIEW의 싱글「이 거리에서 그대와 살고 싶어 (この街で君と暮らしたい)」가 릴리스. 이 곡의 TV 피로시, 다카하라 유키와 함께 백 코러스로서 출연한다. 자신의 싱어송라이터 데뷔에 앞선 깜짝 등장이었다.
  - 5월 28일, ZAIN RECORDS에서 싱글「수수께끼 (謎)」로 데뷔해 오리콘 8위로 첫 등장한다. 이는 오리콘 차트에 약 8개월 랭크인하는 장타를 기록한다.
  - 9월, ZAIN RECORDS 내부 레이블의 Amemura O-town Record로 이적. 9월 25일에 이적 후 첫 싱글「빛나는 별 (輝ける星)」을 릴리스한다.
  - 12월 3일, 첫 앨범『수수께끼 (謎)』를 릴리스한다.
- 1998년
  - 1월 14일, 싱글「소원 하나만 (願い事ひとつだけ)」을 릴리스한다. 이후 같은 해에 발매한 작품 모두가 오리콘 차트 톱10 이내에 랭크인한다.
  - 3월, 싱글「수수께끼 (謎)」및 앨범『수수께끼 (謎)』의 호세일즈에 의해, 제12회 일본 골든디스크 대상「베스트 뉴 아티스트 오브 더 이어」를 수상한다.
  - 12월 19일, 앨범『코마츠 미호 2nd ~미래~ (小松未歩 2nd 〜未来〜)』를 릴리스해 오리콘 3위 첫등장으로 60만매 이상을 판매. 매상과 순위 면에서 모두 자기기록의 최고를 경신한다.
- 1999년
  - 4월, 레이블을 GIZA studio로 이적한다(이것에 수반해 Amemura O-town Record는 운영 종료).
  - 5월 8일에 이적 후 첫 싱글「최단거리로 (最短距離で)」를 릴리스한다.
- 2000년
  - 6월 21일, 싱글「당신이 있기에 (あなたがいるから)」를 릴리스. 싱글로서는「바람이 불어오는 곳 (風がそよぐ場所)」이래 1년만의 릴리스로, PV에서 처음으로 가창 장면을 선보였다.
- 2003년
  - 11월 26일, 셀렉션 앨범『lyrics』, 싱글「날개는 없어도 (翼はなくても)」, 첫 에세이집『이상한 잣대。(ヘンな物さし。)』의 3작품을 동시 릴리스한다.
- 2006년
  - 11월 22일, 첫 베스트 앨범『코마츠 미호 베스트 ~once more~ (小松未歩 ベスト 〜once more〜)』와 에세이집 제2탄이 되는『이상한 잣대 2。(ヘンな物さし 2。)』를 동시 릴리스한다.
- 2007년
  - 5월, 데뷔 10주년을 맞이한다. 덧붙여 이 해 이후로 악곡의 릴리스는 행해지지 않고, 공식사이트에서 공개되고 있는 웹 일기의 집필과 촬영한 사진의 게재에만 활동을 그치게 된다.
- 2009년
  - 1월 12일, 이 날을 마지막으로 웹 일기의 갱신이 멈춘다.
  - 2월 28일, 웹 사이트 톱의 사진의 게재가 멈춘다. 이 이후 활동은 확인되어 있지 않다.
- 2011년
  - 4월 7일, 사이다 사이(斉田才, 음악라이터 및 음악평론가)가 트위터에서 "코마츠씨는 실질, 한없이 은퇴에 가까운 상태입니다."라고 발언.[6]

## 레코드 목록

### 싱글
|      | 발매일           | 제목                                               | 규격   | 레코드 번호 |
| ---- | ---------------- | -------------------------------------------------- | ------ | ----------- |
| 1st  | 1997년 5월 28일  | 수수께끼 (謎)                                      | 8cmCD  | ZADS-1001   |
| 2nd  | 1997년 9월 25일  | 빛나는 별 (輝ける星)                               | 8cmCD  | AODS-1001   |
| 3rd  | 1998년 1월 14일  | 소원은 단 하나 (願い事ひとつだけ)                  | 8cmCD  | AODS-1003   |
| 4th  | 1998년 3월 18일  | anybody's game                                     | 8cmCD  | AODS-1004   |
| 5th  | 1998년 8월 19일  | 찬스 (チャンス)                                    | 8cmCD  | AODS-1005   |
| 6th  | 1998년 10월 14일 | 얼음 위에 서 있는 것처럼 (氷の上に立つように)      | 8cmCD  | AODS-1006   |
| 7th  | 1999년 3월 3일   | 이별의 조각 (さよならのかけら)                     | 12cmCD | AOCS-1004   |
| 8th  | 1999년 5월 8일   | 최단거리에서 (最短距離で)                          | 8cmCD  | GZDA-1005   |
| 9th  | 1999년 6월 30일  | 바람이 불어오는 곳 (風がそよぐ場所)                | 8cmCD  | GZDA-1006   |
| 10th | 2000년 6월 21일  | 당신이 있으니까 (あなたがいるから)                 | 12cmCD | GZCA-1038   |
| 11th | 2000년 10월 18일 | 그대의 눈동자에는 비치지 않아 (君の瞳には映らない) | 12cmCD | GZCA-1047   |
| 12th | 2001년 1월 31일  | Love gone                                          | 12cmCD | GZCA-1060   |
| 13th | 2001년 5월 30일  | 머무르지 않는 사랑 (とどまることのない愛)          | 12cmCD | GZCA-1080   |
| 14th | 2001년 8월 8일   | 최후의 요새 (さいごの砦)                           | 12cmCD | GZCA-2006   |
| 15th | 2001년 12월 5일  | 사랑해... (愛してる...)                            | 12cmCD | GZCA-2023   |
| 16th | 2002년 5월 29일  | dance                                              | 12cmCD | GZCA-2038   |
| 17th | 2002년 11월 27일 | mysterious love                                    | 12cmCD | GZCA-7003   |
| 18th | 2003년 3월 19일  | 두 사람의 소원 (ふたりの願い)                      | 12cmCD | GZCA-7012   |
| 19th | 2003년 6월 25일  | 자아찾기 (私さがし)                                | 12cmCD | GZCA-7021   |
| 20th | 2003년 11월 26일 | 날개는 없어도 (翼はなくても)                       | 12cmCD | GZCA-7035   |
| 21st | 2004년 4월 28일  | 눈물아 반짝 날아라 (涙キラリ飛ばせ)                | 12cmCD | GZCA-7050   |
| 22nd | 2004년 7월 28일  | 모래성 (砂のしろ)                                  | 12cmCD | GZCA-4007   |
| 23rd | 2004년 10월 20일 | I ~누군가... (I 〜誰か...)                         | 12cmCD | GZCA-4023   |
| 24th | 2005년 5월 18일  | I just wanna hold you tight                        | 12cmCD | GZCA-4039   |
| 25th | 2005년 8월 17일  | 당신의 색 (あなた色)                               | 12cmCD | GZCA-4048   |
| 26th | 2005년 12월 7일  | 사랑이 되어라... (恋になれ...)                     | 12cmCD | GZCA-4057   |

### 앨범

#### 오리지널 앨범
|     | 발매일           | 제목                                                                     | 레코드 번호 |
| --- | ---------------- | ------------------------------------------------------------------------ | ----------- |
| 1st | 1997년 12월 3일  | 수수께끼 (謎)                                                            | AOCS-1001   |
| 2nd | 1998년 12월 19일 | 코마츠 미호 2nd : 미래 (小松未歩 2nd 〜未来〜)                           | AOCS-1003   |
| 3rd | 2000년 2월 16일  | 코마츠 미호 3rd : everywhere (小松未歩 3rd 〜everywhere〜)               | GZCA-1022   |
| 4th | 2001년 3월 7일   | 코마츠 미호 4 : A thousand feelings (小松未歩 4 〜A thousand feelings〜) | GZCA-1064   |
| 5th | 2002년 9월 25일  | 코마츠 미호 5 : source (小松未歩 5 〜source〜)                           | GZCA-5020   |
| 6th | 2003년 9월 25일  | 코마츠 미호 6th : 꽃이 가득한 들판 (小松未歩 6th 〜花野〜)               | GZCA-5034   |
| 7th | 2005년 1월 26일  | 코마츠 미호 7 : prime number (小松未歩 7 〜prime number〜)               | GZCA-5062   |
| 8th | 2006년 04년 26일 | 코마츠 미호 8 : a piece of cake (小松未歩 8 〜a piece of cake〜)         | GZCA-5078   |

#### 리믹스 앨범
| 발매일           | 제목 | 레코드 번호 |
| ---------------- | --- | ----------- |
| 2002년 11월 27일 | 코마츠 미호 WONDERFUL WORLD : SINGLE REMIXES & MORE (小松未歩 WONDERFUL WORLD 〜SINGLE REMIXES & MORE〜) | GZCA-5023   |

#### 셀렉션 앨범
| 발매일           | 제목   | 레코드 번호 |
| ---------------- | ------ | ----------- |
| 2003년 11월 26일 | lyrics | GZCA-5043   |

#### 베스트 앨범
| 발매일           | 제목                                                           | 레코드 번호   |
| ---------------- | -------------------------------------------------------------- | ------------- |
| 2006년 11월 22일 | 코마츠 미호 베스트 : once more (小松未歩 ベスト 〜once more〜) | GZCA-5096〜97 |

### 아날로그 반
- Double Front Project Remix Feat. MIHO KOMATSU "NAZO"（1997년 8월 13일 STJL-0205）

### 옴니버스
1. THE BEST OF DETECTIVE CONAN : 명탐정 코난 테마곡집 （2000년 11월 29일）
  - M-1.수수께끼 (謎) / M-8.소원은 단 하나(願い事ひとつだけ) / M-9.얼음 위에 서 있는 것처럼 (氷の上に立つように) / M-16.당신이 있으니까 (あなたがいるから)
2. COOL CITY PRODUCTION vol.1「PARTY IN A HOUSE」（2001년 3월 7일）
  - M-6.최단거리에서 (最短距離で) Blue Monday's Love Child Mix
3. GIZA studio Masterpiece BLEND 2001（2001년 12월 19일）
  - DISC 1：M-12.Love gone / DISC 2：M-1.머무르지 않는 사랑 (とどまることのない愛)
4. GIZA studio Masterpiece BLEND 2002（2002년 12월 18일）
  - DISC 1：M-4.dance / DISC 2：M-4.gift
5. GIZA studio Masterpiece BLEND 2003（2003年 12월 17일）
  - DISC 1：M-4.자아찾기 (私さがし) / DISC 2：M-5.두 사람의 소원 (ふたりの願い)
6. It's TV SHOW!!（2004年 10월 17일）
  - DISC 2：M-7.찬스 (チャンス)
7. COUNTDOWN BEING（2005년 11월）
  - DISC 3：M-13.빛나는 별 (輝ける星) / DISC 4：M-7.수수께끼 (謎)
8. DEEN The Best 기적（2005년 11월 23일）
  - DISC 2：M-4.그대만 있다면 (君さえいれば) / M-7.반응 없는 사랑 (手ごたえのない愛) / M-8.먼 하늘에서 (遠い空で)
9. FUN Greatest Hits of 90's（2006년 6월）
  - DISC 2：M-11.수수께끼 (謎)
10. 메르헤븐 THEME SONG BEST（2007년 3월 14일）
  - M-2.I just wanna hold you tight
11. GIZA studio 10th Anniversary Masterpiece BLEND : LOVE Side（2008년 12월 24일）
  - M-4.당신이 있으니까 (あなたがいるから)
12. GIZA studio presents -Girls-（2011년 10월 12일）
  - DISC 1：M-14.수수께끼 (謎) / M-15.바라는게 하나 있어 (願い事ひとつだけ) / M-16.찬스 (チャンス)

### 참가 작품
1. GIZA studio MAI-K&FRIENDS HOTROD BEACH PARTY（2002년 7월 17일）
  - M-5.SURFIN' U.S.A（guest vocals）
2. 이와타 사유리「기분이 나빠지는 나 (不機嫌になる私)」（2005년 7월 27일）
  - M-1.기분이 나빠지는 나 (不機嫌になる私)（코러스 참가）

## 악곡제공·셀프커버[7]
- FIELD OF VIEW
  - 「이 거리에서 그대와 살고 싶어 (この街で君と暮らしたい)」

앨범『수수께끼 (謎)』셀프커버
  - 「넓은 하늘에 (大空へ)」

앨범『코마츠 미호 6th 〜꽃이 가득한 들판〜 (小松未歩 6th 〜花野〜)』셀프커버
  - 「목마른 부르짖음 (渇いた叫び)」

앨범『코마츠 미호 6th 〜꽃이 가득한 들판〜 (小松未歩 6th 〜花野〜)』셀프커버
- 딘
  - 「그대가 없는 여름 (君がいない夏)」

앨범『수수께끼 (謎)』셀프커버
  - 「반응없는 사랑 (手ごたえのない愛)」

앨범『코마츠 미호 2nd 〜미래〜 (小松未歩 2nd 〜未来〜)』셀프커버
딘 베스트 앨범『DEEN The Best 기적』초회한정반 Premium Disc 셀프커버
  - 「먼 하늘에서 (遠い空で)」（작사:코마츠 미호, 작곡:코마츠 미호&요시에 카즈오）

싱글「날개는 없어도 (翼はなくても)」셀프커버
딘 베스트 앨범『DEEN The Best 기적』초회한정반 Premium Disc 셀프커버
  - 「그대만 있다면 (君さえいれば)」

앨범『코마츠 미호 6th 〜꽃이 가득한 들판〜 (小松未歩 6th 〜花野〜)』셀프커버
딘 베스트 앨범『DEEN The Best 기적』초회한정반 Premium Disc 셀프커버
- 츠지오 아리사
  - 「푸른 하늘을 만났어 (青い空に出逢えた)」

앨범『수수께끼 (謎)』셀프커버
- WANDS
  - 「녹슨 기관총으로 지금을 꿰뚫자 (錆びついたマシンガンで今を撃ち抜こう)」

앨범『수수께끼 (謎)』셀프커버
- 아이우치 리나
  - 「Her Lament 〜누구에게도 들리지 않는 그녀의 외침〜」（작사:아이우치 리나, 작곡:코마츠 미호）
  - 「PRECIOUS PLACE」（작사:아이우치 리나, 작곡:코마츠 미호）
- 사에구사 유카 IN db
  - 「날 용서하지 말아줘」（작사:사에구사 유카, 작곡:코마츠 미호）
- 키타하라 아이코
  - 「Message」（작사:키타하라 아이코, 작곡:코마츠 미호）
- 쥬얼리
  - 「<Puzzle> / 수수께끼(Korean TV Version)」(한국어) / 오리온그룹 (주)온미디어_투니버스
- 이와타 사유리
  - 「기분이 나빠지는 나 (不機嫌になる私)」

앨범『코마츠 미호 8 〜a piece of cake〜 (小松未歩 8 〜a piece of cake〜)』셀프커버
  - 「혼자가 아니야 (ひとりじゃない)[8]」
- 아이우치 리나&사에구사 유카（코러스:스파클링☆포인트）
  - 「수수께끼 -rearrange version-」
  - 「소원 하나만 -rearrange version-」

## 저서
1. 이상한 잣대。(ヘンな物さし。), 제이락 매거진, 2003년 11월 26일
통신판매 선착순 예약특전 포스트 카드 첨부
2. 이상한 잣대 2。(ヘンな物さし2。), 제이락 매거진, 2006년 11월 22일
통신판매 선착순 예약특전 2007년 탁상 캘린더 첨부

## 같이 보기
- 빙
- 기자 스튜디오